# 46e méridien est
En géographie, le 46e méridien est est le méridien joignant les points de la surface de la Terre dont la longitude est égale à 46° est.

## Géographie

### Dimensions
Comme tous les autres méridiens, la longueur du 46e méridien correspond à une demi-circonférence terrestre, soit 20 003,932 km. Au niveau de l'équateur, il est distant du méridien de Greenwich de 5 121 km,.
Avec le 134e méridien ouest, il forme un grand cercle passant par les pôles géographiques terrestres.

### Régions traversées
En commençant par le pôle Nord et descendant vers le sud au pôle Sud, Le 46e méridien est passe par:
| Coordonnées          | Pays, territoire ou mer | Notes                                                          |
| -------------------- | ----------------------- | -------------------------------------------------------------- |
| 90° 00′ N, 46° 00′ E | Océan Arctique          |                                                                |
| 80° 39′ N, 46° 00′ E | Russie                  | Île Terre d'Alexandra, Terre François-Joseph                   |
| 80° 33′ N, 46° 00′ E | Mer de Barents          |                                                                |
| 68° 21′ N, 46° 00′ E | Russie                  | Péninsule de Kanine                                            |
| 67° 47′ N, 46° 00′ E | Mer de Barents          | Baie de la Tchiocha                                            |
| 66° 51′ N, 46° 00′ E | Russie                  |                                                                |
| 42° 02′ N, 46° 00′ E | Géorgie                 |                                                                |
| 41° 11′ N, 46° 00′ E | Azerbaïdjan             |                                                                |
| 39° 46′ N, 46° 00′ E | Arménie                 |                                                                |
| 39° 12′ N, 46° 00′ E | Azerbaïdjan             | exclave de Nakhchivan                                          |
| 38° 52′ N, 46° 00′ E | Iran                    |                                                                |
| 35° 50′ N, 46° 00′ E | Irak                    |                                                                |
| 35° 34′ N, 46° 00′ E | Iran                    | Sur environ 3km                                                |
| 35° 33′ N, 46° 00′ E | Irak                    | Sur environ 4km                                                |
| 35° 31′ N, 46° 00′ E | Iran                    | Sur environ 3km                                                |
| 35° 29′ N, 46° 00′ E | Irak                    |                                                                |
| 35° 04′ N, 46° 00′ E | Iran                    |                                                                |
| 33° 29′ N, 46° 00′ E | Irak                    |                                                                |
| 29° 06′ N, 46° 00′ E | Arabie saoudite         |                                                                |
| 17° 14′ N, 46° 00′ E | Yémen                   |                                                                |
| 13° 25′ N, 46° 00′ E | Océan Indien            | Golfe d'Aden                                                   |
| 10° 47′ N, 46° 00′ E | Somalie                 | Somaliland                                                     |
| 8° 20′ N, 46° 00′ E  | Éthiopie                |                                                                |
| 5° 58′ N, 46° 00′ E  | Somalie                 |                                                                |
| 2° 25′ N, 46° 00′ E  | Océan Indien            | Passe juste à l'ouest de l'atoll d'Aldabra, Seychelles         |
| 15° 51′ S, 46° 00′ E | Madagascar              |                                                                |
| 25° 18′ S, 46° 00′ E | Océan Indien            |                                                                |
| 60° 00′ S, 46° 00′ E | Océan Austral           |                                                                |
| 67° 39′ S, 46° 00′ E | Antarctique             | Territoire antarctique australien, revendiqué par l' Australie |